# St. Georg (Nürnberg-Kraftshof)

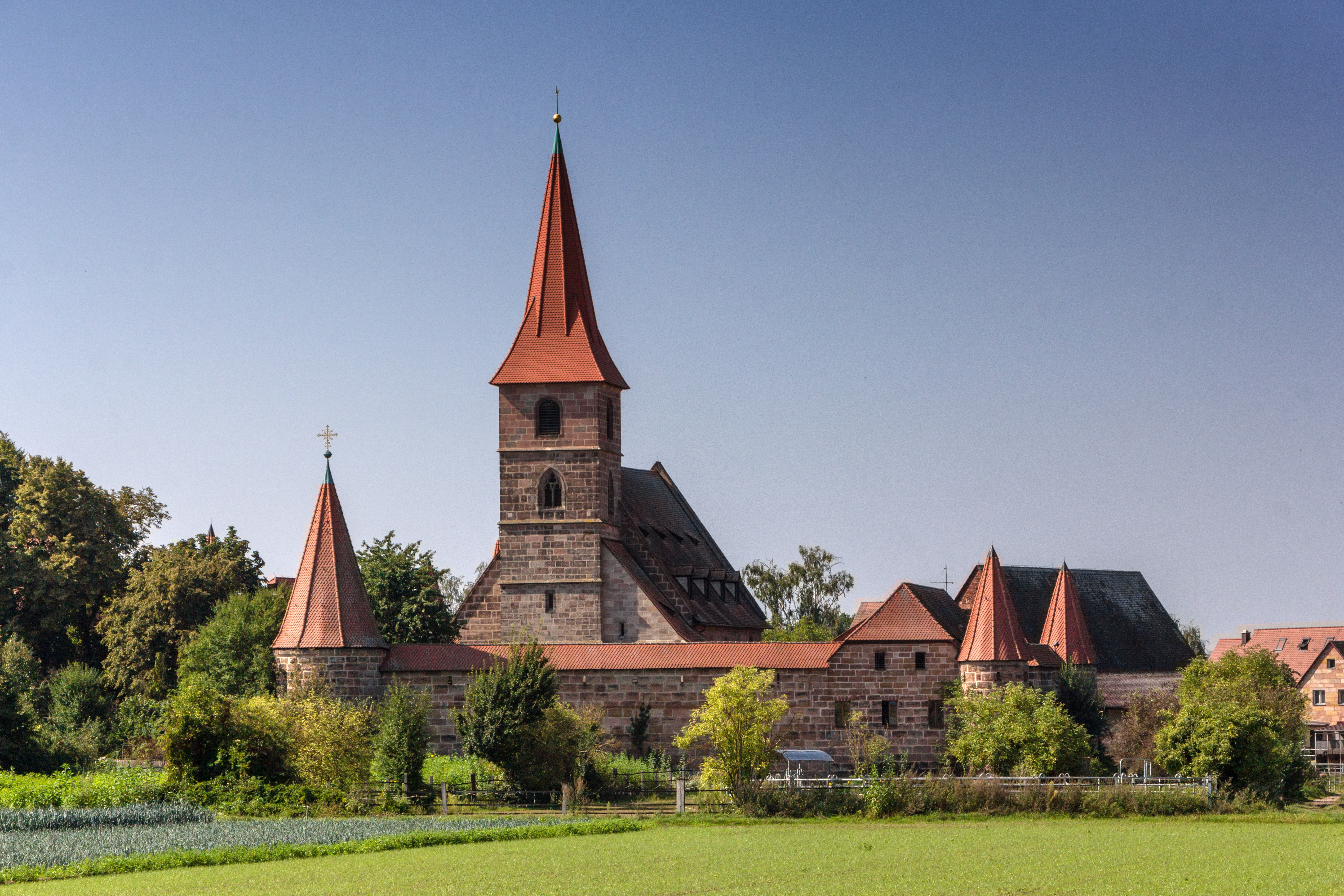
St. Georg in Kraftshof

Die evangelische, denkmalgeschützte Pfarrkirche St. Georg (ehem. auch St. Maria und Heilig-Kreuz) steht in der Kirchenburg von Kraftshof, einem Gemeindeteil der kreisfreien Großstadt Nürnberg (Mittelfranken, Bayern). Das Bauwerk ist unter der Denkmalnummer D-5-64-000-1113 als Baudenkmal in der Bayerischen Denkmalliste eingetragen. Die Pfarrei gehört zum Prodekanat Nord des Evangelisch-Lutherischen Dekanats Nürnberg im Kirchenkreis Nürnberg der Evangelisch-Lutherischen Kirche in Bayern.

## Beschreibung
Die erste Wehrkirche wurde 1305–15 gebaut. Das 1438–40 vergrößerte Langhaus enthält noch Reste des Vorgängerbaus. Die Saalkirche aus Quadermauerwerk hat einen Chorturm im Osten. Im Zweiten Markgrafenkrieg wurde die Kirche 1552 beschädigt und 1591 vollkommen renoviert. 1659 wurden das Langhaus mit einem neuen Satteldach mit Dachgauben an der Nordseite und der fünfgeschossige Chorturm mit einem achtseitigen Knickhelm versehen.
Nach den Zerstörungen im Zweiten Weltkrieg wurde sie bis 1952 wiederhergestellt. Der Chor, d. h. das Erdgeschoss des Chorturms, ist mit einem Kreuzrippengewölbe überspannt, das Langhaus mit einem hölzernen Tonnengewölbe. An der westlichen Stirnseite wurde 1711 eine doppelläufige Treppe als Zugang zu den Emporen angebaut, die inzwischen erneuert wurde.
Zur Kirchenausstattung gehört ein gegen Ende des 15. Jahrhunderts entstandener Flügelaltar, der im Schrein den heiligen Georg zeigt. Auf den Seitenflügeln sind links der heilige Lorenz und rechts der heilige Sebald zu sehen. Auf der Rückseite der Flügel sind der heilige Hieronymus sowie ein Pilger abgebildet. Ein weiterer von einer Kreuzigungsgruppe gekrönter Altar ist dem heiligen Leonhard geweiht, der im Schrein dargestellt ist. Links vom Chorbogen befindet sich ein Marienbildnis mit Jesuskind aus dem späten 15. Jahrhundert. Das achteckige Taufbecken mit Deckel vor dem Chorbogen stammt aus dem 18. Jahrhundert, der im Zweiten Weltkrieg zerstörte Sockel wurde 1985 nachgebildet.

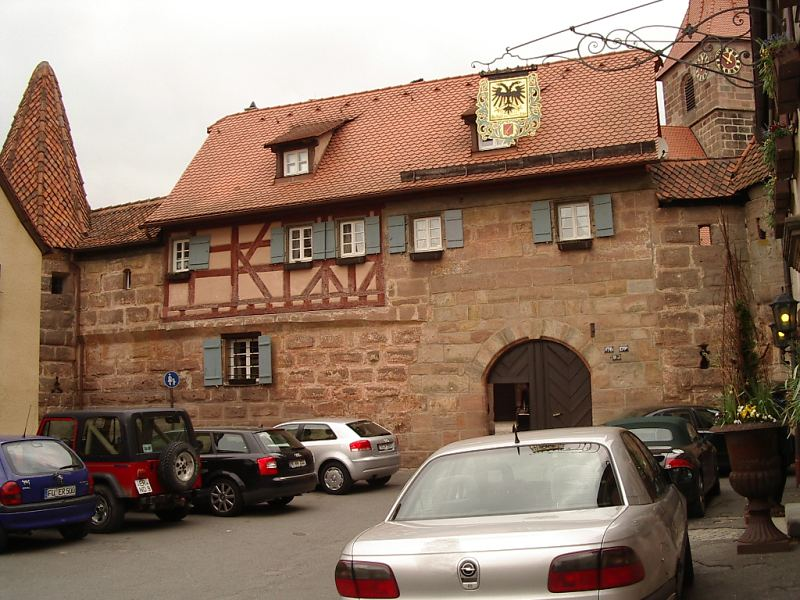
Südlicher Zugang zur Wehrkirche

## Kirchenburg
Die mittelalterliche Kirche St. Georg ist als Wehrkirche vollständig von einer Mauer mit Wehrgang und Ecktürmen umgeben. Mit einer Fläche von 0,252 ha zählt sie zu den größten Kirchenburgen Deutschlands.